# Doederus de Vries
Doederus de Vries (Dokkum, 29 juni 1833 — aldaar, 16 januari 1910) was een Nederlandse burgemeester.

## Leven inwerk
De Vries werd in juni 1833 in Dokkum geboren als zoon van Frederik de Vries en Saapke Posthumus. Hij werd voor zijn dertigste jaar in 1862 gekozen tot lid van de gemeenteraad van Dokkum. Een jaar later werd hij gekozen tot wethouder. In 1867 volgde zijn benoeming tot burgemeester van Dokkum. Deze functie zou hij meer dan veertig jaar vervullen tot zijn overlijden in 1910. Gedurende een lange periode combineerde hij het raadslidmaatschap met de functie van burgemeester. De Vries was maatschappelijk actief onder meer als kerkvoogd en als bestuurder bij het Nutsdepartement. Hij werd in 1904 benoemd tot Ridder in de Orde van Oranje Nassau.
De Vries trouwde op 6 november 1856 in Oostdongeradeel met Grietje Helder. Hij overleed in januari 1910 op 76-jarige leeftijd in zijn woonplaats Dokkum.